# Overworld (álbum)
Overworld es el quinto álbum lanzado por el productor de complextro Aleksander Vinter, y el tercero bajo el alias de Savant. El mismo fue lanzado el 6 de junio de 2012 por la discográfica Section Z.

## Lista de canciones
| N.º     | Título                               | Duración |  |
| 1.      | «Overworld»                          | 03:54    |  |
| 2.      | «Bad Baws»                           | 03:43    |  |
| 3.      | «Megaboy»                            | 02:54    |  |
| 4.      | «Starscream Forever» (con Qwentalis) | 07:00    |  |
| 5.      | «Quantum Mechanics»                  | 04:13    |  |
| 6.      | «Arcade Night Cruise»                | 03:35    |  |
| 7.      | «Ride Like the Wind»                 | 04:49    |  |
| 8.      | «Dirty Mary»                         | 03:45    |  |
| 9.      | «Diamond Blush»                      | 05:22    |  |
| 10.     | «Flashbach»                          | 04:00    |  |
| 11.     | «Eggs»                               | 05:58    |  |
| 12.     | «Destroy the Dragon»                 | 03:32    |  |
| 13.     | «Vinter»                             | 03:21    |  |
| 14.     | «Robot People Monster»               | 03:57    |  |
| 15.     | «Firecloud»                          | 09:39    |  |
| 16.     | «Slaughterface»                      | 02:43    |  |
| 17.     | «Breakdown»                          | 03:49    |  |
| 1:16:24 |                                      |          |  |